# 마권수
마권수(馬權秀, 1946년 6월 5일 ~ )는 대한민국의 KBS의 전직 기자 및 언론인이다. 

## 학력
서라벌 예대 연극영화과 

## 경력
- CBS 입사 (1972년)
- CBS 보도국 기자
- KBS 이적 (1980년, 언론통폐합)
- KBS 제4대 노조위원장
- KBS 광주방송총국 보도국장
- KBS 여수방송국 국장
- KBS 보도본부 해설위원
- KBS 정년 퇴직
- 한국방송협회 사무총장
- 방송위원회 상임위원

## 진행
- KBS 《뉴스24시》앵커
- KBS 《남북의 창》진행
- KBS 제1라디오《뉴스 중계탑》앵커